# Kobiety (film 2008)
Kobiety (ang. The Women) – amerykański komediodramat z 2008 roku, powstały na podstawie sztuki Clare Boothe Luce. Remake filmu George'a Cukora z 1939 roku pod tym samym tytułem.

## Fabuła
Mary Haines jest projektantką mody. Ma męża i oddane przyjaciółki. Pewnego dnia Mary dowiaduje się, że jej mąż zdradza ją z Crystal Allen, sprzedawczynią perfum. Jednak w sytuacji kryzysowej kobiety trzymają sztamę i zwierają szyki do walki z każdym, kto zagraża ich szczęściu.

## Obsada
- Meg Ryan – Mary Haines
- Annette Bening – Sylvia Fowler
- Eva Mendes – Crystal Allen
- Debra Messing – Edie Cohen
- Jada Pinkett Smith – Alex Fisher
- Bette Midler – Leah Miller
- Candice Bergen – Catherine Frazier
- Carrie Fisher – Bailey Smith
- Cloris Leachman – Maggie
- Debi Mazar – Tanya
- India Ennenga – Molly Haines
- Natasha Alam – Natasha
- Ana Gasteyer – Pat
- Joanna Gleason - Barbara Delacorte
- Tilly Scott Pedersen - Uta
- Lynn Whitfield - Glenda Hill
- Jordan Schechter - Ashley
- Allyssa Brooke - Słodka kobieta
- Marina Re - Helene
- Christy Scott Cashman - Jean
- Maya Ri Sanchez - Dora

i inni.

## Zdjęcia
Zdjęcia do filmu realizowane były na terenie amerykańskich stanów Massachusetts i Nowy Jork.